# Мельке-де-Серкос
Мельке-де-Серкос (ісп. Melque de Cercos) — муніципалітет в Іспанії, у складі автономної спільноти Кастилія-і-Леон, у провінції Сеговія. Населення — 107 осіб (2010).
Муніципалітет розташований на відстані близько 95 км на північний захід від Мадрида, 30 км на захід від Сеговії.

## Демографія
Динаміка населення (INE ):

## Галерея зображень

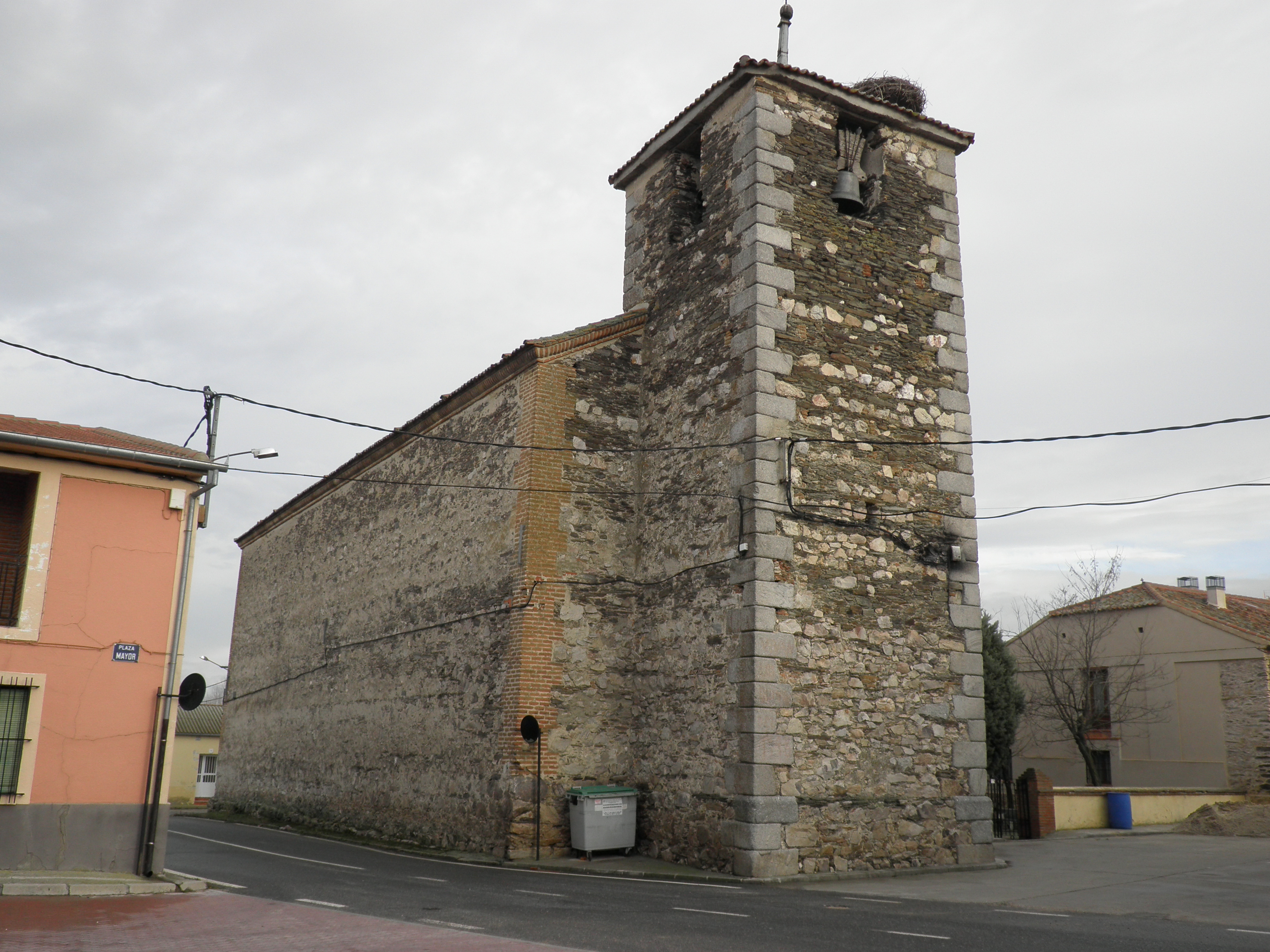
Парафіяльна церква
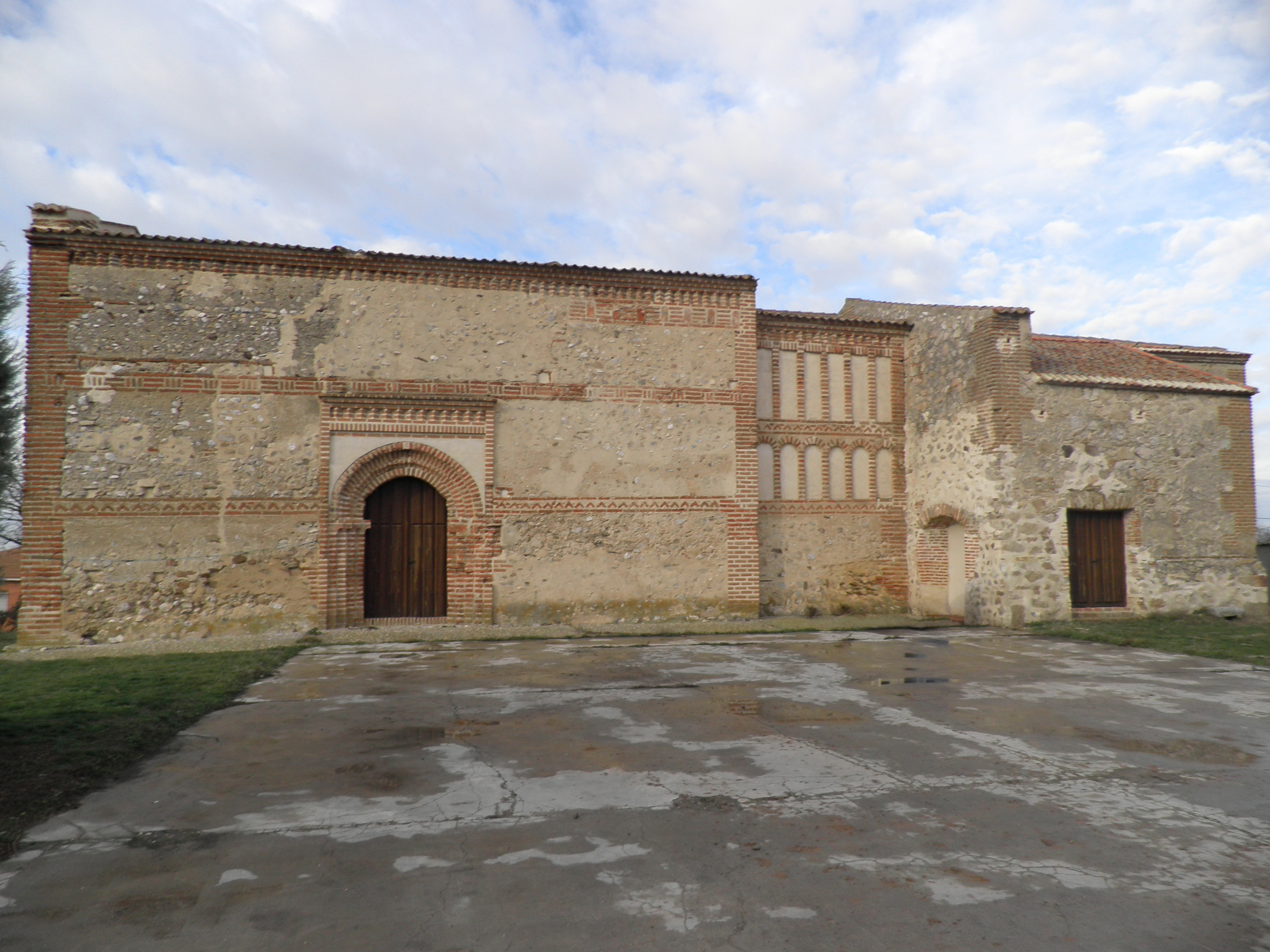
Стара церква